# Euxoa bicolor
Euxoa bicolor là một loài bướm đêm trong họ Noctuidae.